# Natalia Vasilevskaia
Natalia Sergheevna Vasilevskaia (în belarusă Наталья Сергеевна Василевская) (n. 23 februarie 1991, în Zelva, Regiunea Hrodna) este o handbalistă din Belarus care evoluează pe postul de intermediar dreapta. Începând cu anul competițional 2023-2024, ea joacă la echipa românească CS Măgura Cisnădie, în Liga Națională.
Vasilevskaia este componentă a echipei naționale a Belarusului, pentru care a jucat în 55 de partide și a înscris 133 de goluri.

## Biografie
Natalia Vasilevskaia a început să joace handbal la Școala Sportivă pentru Tineret din Zelva, cu profesorii Е.А. Mihuta și O.I. Volcikevici. Ea și-a continuat apoi junioratul la echipa regională Horodniceanka Hrodna, avansând ulterior la echipa de senioare. 
După o perioadă de șapte ani petrecuți la Hrodna, handbalista a semnat un contract cu ES Besançon și a plecat în Franța. După numai un an, Vasilevskaia s-a transferat la Chambray HB.
Au urmat un an petrecut în Rusia, la Kuban Krasnodar, și unul în Ungaria, la Békéscsabai Előre NKSE. În mai 2017, handbalista a semnat un contract cu clubul HCM Râmnicu Vâlcea, iar la sfârșitul sezonului 2018-2019 s-a transferat la Gloria Bistrița. La sfârșitul sezonului 2020-2021 Natalia Vasilevskaia s-a transferat la SCM Gloria Buzău. Din 2023, ea joacă pentru CS Măgura Cisnădie.

## Palmares
- Cupa Cupelor:
  - Turul 3: 2012

- Liga Europeană:
  - Turul 3: 2022, 2023

- Cupa EHF:
  - Sfertfinalistă: 2020
  - Turul 3: 2013, 2019
  - Turul 2: 2011
  - Turul 1: 2009

- Liga Națională:
  -  Câștigătoare: 2019

- Cupa României:
  -  Câștigătoare: 2021
  -  Finalistă: 2018, 2019

- Supercupa României
  -  Câștigătoare: 2018, 2021

## Distincții individuale
Natalia Vasilevskaia a fost distinsă cu titlul de Maestru al Sportului al Republicii Belarus.